# 하이메 바리아
하이메 요나탄 바리아(스페인어: Jaime Jonathan Barria, 1996년 7월 18일~)는 파나마의 야구 선수이자, 현 도미니카 공화국 프로 야구 리그 토로스 델 에스테의 투수이다.

## 미국 프로야구 시절
2018년에 로스앤젤레스 에인절스에 입단하였다.

## 한국 프로야구 시절

### 한화 이글스시절
2024년 5월 29일에 펠릭스 페냐를 대체할 외국인 투수로 영입되었다. 영입 후 처음 3경기는 좋았으나, 이후 시즌 끝까지 부진한 모습을 보였다. 결국 2024시즌 종료 후 재계약에 실패하였다. 그의 차기 대체 외인 투수는 코디 폰세이다.